# Niccolò Pandolfini
Niccolò Pandolfini (ur. 19 maja 1440 we Florencji, zm. 17 września 1518 w Pistoi) – włoski kardynał.

## Życiorys
Urodził się 19 maja 1440 roku we Florencji, jako syn Giannozza Pandolfiniego i Giovanny Valori. Studiował prawo na Uniwersytecie Bolońskim, a następnie został klerykiem Kamery Apostolskiej i kanonikiem kapituły we Florencji. 23 grudnia 1474 roku został wybrany biskupem Pistoi. 1 lipca 1517 roku został kreowany kardynałem prezbiterem i otrzymał kościół tytularny San Cesareo in Palatio. Zmarł 17 września 1518 roku w Pistoi.